# Легендата за Кора
„Легендата за Кора“ (на английски: The Legend of Korra) е американски анимационен сериал, излъчен по Nickelodeon от 14 април 2012 до 19 декември 2014 г.

## Въведение
Земя, Огън, Въздух, Вода... Само Аватар може да контролира и четирите стихии, и да донесе равновесие между Водното племе, Земното кралство, Огнената нация и Въздушните номади.
Действието се развива 70 години след като Аватар Анг и неговите приятели са прекратили стогодишната война.
Първия епизод започва с въведение от най – малкия син на Аватар Анг и Катара – Тензин:
| „ | Когато бях момче, баща ми – Аватар Анг ми разказа история как той и приятелите му героично приключили стогодишната война. Аватар Анг и Огнения лорд Зуко превърнали колониите на Огнената нация в обединена Република на Нациите – общество, в което повелители и неповелители живеели задружно в мир и хармония. Те нарекли столицата на тази велика страна – Града на Републиката. Аватар – Анг постигнал много забележителни неща в живота си, но за жалост времето му на този свят изтекло. И както цикъла на сезоните така и цикала на Аватар започнал отново. | “ |

## Сезони
| Сезони | Сезони                 | Епизоди | Оригинални дати   | Оригинални дати  |
| Сезони | Сезони                 | Епизоди | Премиера          | Последен епизод  |
| ------ | ---------------------- | ------- | ----------------- | ---------------- |
| 1      | Книга Първа: Въздух    | 12      | 14 април 2012     | 23 юни 2012      |
| 2      | Книга Втора: Духове    | 14      | 13 септември 2013 | 22 ноември 2013  |
| 3      | Книга Трета: Промяна   | 13      | 27 юни 2014       | 22 август 2014   |
| 4      | Книга Четвърта: Баланс | 13      | 3 октомври 2014   | 19 декември 2014 |

## Герои
Аватар Кора, Тензин, Мако, Болин, Лин Бейфонг, Асами, Амон (Борци за равенство.), Тарлок, Хироши Сато, Захир, Мин-Хуа, Гхазан, Пли, Варик, Жу-Ли, Пема, Буми, Кая, Джинора, Ики, Мило, Катара, Тоф Бейфонг, Сю-Ин Бейфонг, Опал, Кай, принц У-у, Кувира, президент Райко, Зуко, ген. Иро, Иро, Тонрак, Сенна и др.

### Кора
Кора (Korra) (17) е смела, непокорна и талантлива, управлява три от елементите. Нетърпеливостта ѝ да се обучава, и мисленето ѝ, че за да бъде силен аватар, трябва да е силен повелител е причината да не може да научи въздуха и да се свързва с духовния свят.
Тя е дъщеря на Тонрак и Сенна. Когато е на четиригодишна възраст, тя с гордост съобщава това на Белия лотос. Тринайсет години след това тя управлява съвършено три от елементите, но както винаги прибягва до физическата страна и напълно пренебрегва духовната.
Най-верният ѝ приятел е гигантско полярно куче-мечка на име Нага.
Най-честият проблем при усвояването на четирите стихии е противоположната на Аватар. При огнения аватар Року била водата, на въздушния номад Анг-земята, а в случая на Кора е въздуха. Макар и младият аватар да е от Южното водно племе и въздуха да не е противоположен елемент, за да го усвои, трябва да е спокойна, концентрирана и уравновесена. С други думи: всичко, което тя не е.

### Тензин
Тензин (Tenzin) (51) е най-малкият син на Анг и Катара. От малък той е много сериозен, тих, спокоен, строг и изпитва презрение към професионалното повеляване. Неговото търпение много често е под изпитание, заради щурите му деца и най-вече заради нетърпението на Кора да се обучава.
Тензин е представлител на въздушните номади в Съвета на Обединената република на нациите.
Той живее на Острова на Въдушния храм заедно с бременната си жена Пема (35) и трите му деца Мило (4), Ики (7) и Джинора (11). Тензин има много отговорности към Република Сити и заради нарастващата революция не може да отиде в Белия лотос и да обучи Кора на въздушно повеляване... другият вариант е тя да дойде при него. Проблемът, е че Представителите на Белия лотос не са съгласни. Тогава Кора решава да действа и тръгва сама.

### Мако
Мако (Mako) (18) е огнен повелител. Идва от смесено семейство. Той и брат му са израснали на улицата като сираци. Мако винаги прави всичко възможно за да се грижи за по-малкия си брат и докато играе в мачовете по професионално повеляване като капитан на Огнените панди, всъщност той играе за оцеляването си. Сам признава, че миналото му не винаги е било легално.
По характер Мако е мълчалив и затворен в себе си, но понякога и той се отпуска, когато е с Болин, Кора и Асами, или когато има някакво постижение. Той става гадже на Кора.

### Болин
Болин (Bolin) (16) е пълна противоположност на брат си Мако. Безгрижен, наивен и винаги весел на лицето му винаги има усмивка. И двамата братя са много близки, въпреки че са пълни противоположности.
Като земен повелител, Болин има по-различен стил от традиционния. Стилът му е леко танцувален и много полезен в мачовете по професионално повеляване.
Най-добрият му приятел е огнена панда, която един ден той намира да се рови в боклука и го кръщава Пабу.

### Асами Сато
Асами Сато (Asami Sato) е дъщеря на най-богатия индустриалец, създателя на сатомобилите Хироши Сато. Асами е огромен фен на Огнените панди. След като без да иска блъска невнимателно пресичащия Мако, тя разбира, че той е член на Огнените панди и за да му се реваншира го кани на вечеря в скъп ресторант.
Скоро след това разбира, че заради паричния си проблем Огнените панди няма да могат да участват на шампионата и успява да убеди баща си да ги спонсорира. По-късно тя става приятелка на Мако и присъства на всички мачове.
Дори когато разбира, че баща ѝ е преминал на лошата страна, тя остава вярна на убежденията си и остава на страната на Аватар.

### Лин Бейфонг
Лин Бейфонг (Lin Beifong) (50) е дъщерята на Тоф Бейфонг-първият метален повелител и една от приятелите на аватар Анг. Тя е ръководител на полицейските отряди по метално повеляване. Въпреки че майка ѝ е била приятел с миналия аватар, Лин не е много привързана към новия аватар, поради безразсъдните ѝ действия, заради които една от улиците на Република Сити остава почти унищожена. И въпреки това остава вярна на Кора и Тензин, дори и под заплаха.

### Тарлок
Тарлок (Tarrlok) (37) е представител на Северното водно племе в Съвета на Обединената република на нациите и е в постоянен конфликт с Тензин. Макар и всички да го смятат за честен, той всъщност е голям манипулатор и е много амбициозен. Въпреки всичко това, Тарлок мисли и най-доброто за града. Тарлок е и много способен воден повелител. Достатъчно умел и интелигентен е за да води боен отряд. Той не е само воден пивелител а и кръвен повелител като брат си Амон.

### Амон
Амон (Amon)(40) е предводителя на революцията в Република Сити. Той е пъргав и потаен боец, притежаващ знанието как да отнема силите на повелителите завинаги. За Амон почти нищо не се знае. Неговата бързина и ловкост и знанието му да отнема сили го прави силен почти колкото всички повелители.
Амон никога не е бил виждан без маска и никой не знае нищо за него. Според собствените му думи, той е син на бедно фермерско семейство, изнудвано от огнен повелител. Разказва, и че когато баща му се опълчил срещу повелителя, той ги убил, а лицето му обезобразил, принуждавайки го да носи маска. Но всъщност Амон е лъгал революционерите, защото самият той е воден повелител и повелител на кръвта.

## Персонажи
| Основни озвучителни актьори | Основни озвучителни актьори     | Основни озвучителни актьори | Основни озвучителни актьори         | Основни озвучителни актьори    | Основни озвучителни актьори     | Основни озвучителни актьори           | Основни озвучителни актьори | Основни озвучителни актьори      |
| --------------------------- | ------------------------------- | --------------------------- | ----------------------------------- | ------------------------------ | ------------------------------- | ------------------------------------- | --------------------------- | -------------------------------- |
| Janet Varney                | David Faustino                  | P. J. Byrne                 | Seychelle Gabriel                   | J. K. Simmons                  | Mindy Sterling                  | Dee Bradley Baker                     | Steve Blum                  | Eva Marie Saint                  |
| Джанет Варни (Janet Varney) | Дейвид Фостино (David Faustino) | Пи Джей Бърн (P.J. Byrne)   | Сейшъл Гейбриъл (Seychelle Gabriel) | Джей Кей Симънс (J.K. Simmons) | Минди Стърлинг (Mindy Sterling) | Дий Брадли Бейкър (Dee Bradley Baker) | Стивън Блум (Steve Blum)    | Ева Мари Сейнт (Eva Marie Saint) |
| Кора                        | Мако                            | Боулин                      | Асами Сато                          | Тензин                         | Лин Бейфонг                     | Нага, Пабу, Тарлок                    | Амон                        | Катара                           |

## В България
В България сериалът започва излъчване по Super7 на 14 юни 2013 г., а през 2014 г. сериалът се излъчва и по локалната версия на Никелодеон.

### Дублажи

#### Войсоувър дублаж
| Пост                | Име                                                                        |
| ------------------- | -------------------------------------------------------------------------- |
| Озвучаващи артисти  | Лидия Вълкова Даниела Йорданова Симеон Владов Николай Николов Христо Бонин |
| Преводач            | Габриела Георгиева                                                         |
| Тонрежисьор         | Елена Трайкова                                                             |
| Режисьор на дублажа | Габриела Жекова                                                            |

#### Нахсинхронен дублаж
| Роля        | Изпълнител        |
| ----------- | ----------------- |
| Кора        | Надя Полякова     |
| Лин         | Петя Миладинова   |
| Кувира      | Михаела Тюлева    |
| Суйин       | Елена Бойчева     |
| Боулин      | Момчил Степанов   |
| Тензин      | Сава Пиперов      |
| Варик       | Петър Калчев      |
| Широ Шиноби | Кирил Бояджиев    |
| Съдия Хота  | Николай Пърлев    |
| Баатар      | Станислав Пищалов |

| Обработка              | Александра Аудио |
| ---------------------- | ---------------- |
| Изпълнителен продуцент | Васил Новаков    |